# Philodromus insperatus
Philodromus insperatus là một loài nhện trong họ Philodromidae.
Loài này thuộc chi Philodromus. Philodromus insperatus được miêu tả năm 1965 bởi Schick.